# 제6회 부산독립영화제
제6회 부산독립영화제는 2004년 11월 26일에 열린 시상식이다.

## 수상 및 후보

### 공식상영작
- 한국인의 상징 세계-길 - 이재진
- 낯선 여름 - 최성훈
- 이라크 소탕 작전 - 이장희
- to. 유진 from. 영 - 박지수
- 늪 - 고지훈
- 배드 보이 - 정현진
- 현대인 - 최민규
- 오래된 청혼 - 신나영
- 그 곳엔 우리들이 있었다 - 김혜람
- 폰 달리자 - 임성준
- 쉽게 쓰여진 시 - 최성윤
- 루프 온 블루 - 김민지
- 기흉 인트로 - 이명훈
- 죽음의 다이어트 - 배수용, 태원준
- 아이엔지 - 김지곤
- 쓰레빠 =/= 슬리퍼 - 황순이, 이은미
- 화양연화 - 이동욱
- 인터그레이 - 최원진
- 트라이 어게인 - 서민수
- 택시 드라이버 - 양영철
- 기형 - 김지곤
- 여름 이야기 - 정초록
- 우울증 - 박영민
- 나의 방 - 정경훈
- 나를 바라보다 - 서상탁
- 목마르요! - 임태용
- 거북이 밥 - 최정배
- 원 - 문준희
- 엄마 - 박민영
- 스위트 홈 - 한언재
- 배틀필드 - 김태건
- 마미야의 밀실 - 이명훈
- 시각의 정거장 - 홍진호
- 24시 1초 - 정현진
- 무생물과의 싸움 - 손승웅
- 보이스 비 - 홍진수
- 교차로 - 오모택
- 소년기 - 이광국
- 나 - 김영수
- 리틀 윙 - 최지식
- 공중 변소 - 이장희
- 가위 - 노진선
- 동상이사 - 조유진
- 유쾌한씨의 껌 씹는 방법 - 박상석
- 자아 - 박형민, 박준수
- 별이 뜨는 운동장 - 김정숙
- 한국인의 상징 세계-바람 - 이재진
- 꿈 - 강상현
- 내가 꾸민 일 - 김지민
- 공포의 배달 - 정영호
- 버려진 씨앗 - 김미영
- 면회 - 안현준
- 2003. 도로시 - 박경민
- 어메이징 그레이스 - 최세지
- 패닉 - 문준희
- 낯선 자유 그리고 - 전경숙
- 착한 불만 - 민동진
- 한국인의 상징 세계-오구 - 이재진
- 비비드 바이올렛 - 이석예